# Ceromacra
Ceromacra là một chi bướm đêm thuộc họ Erebidae.